# Trießnitz
Die Trießnitz ist ein Landschafts- und ehemaliges Wasserschutzgebiet am südlichen Ortsrand von (Jena-)Winzerla. Der Name „Trießnitz/Triesnitz“ ist sorbischen Ursprungs: drěžnica, 'nasser Laubwald', 'Laubwäldchen'. Der ab 1817 an der Salana  studierende Slowake Ján Kollár führt "Drisnitz" und weitere Ortsnamen wie "Göschwitz", "Podelwitz", "Rodigast" in der Jenaer Umgebung als sprachliche "Reste der Slavoserben" (Matthias Murko 1897, S. 301).

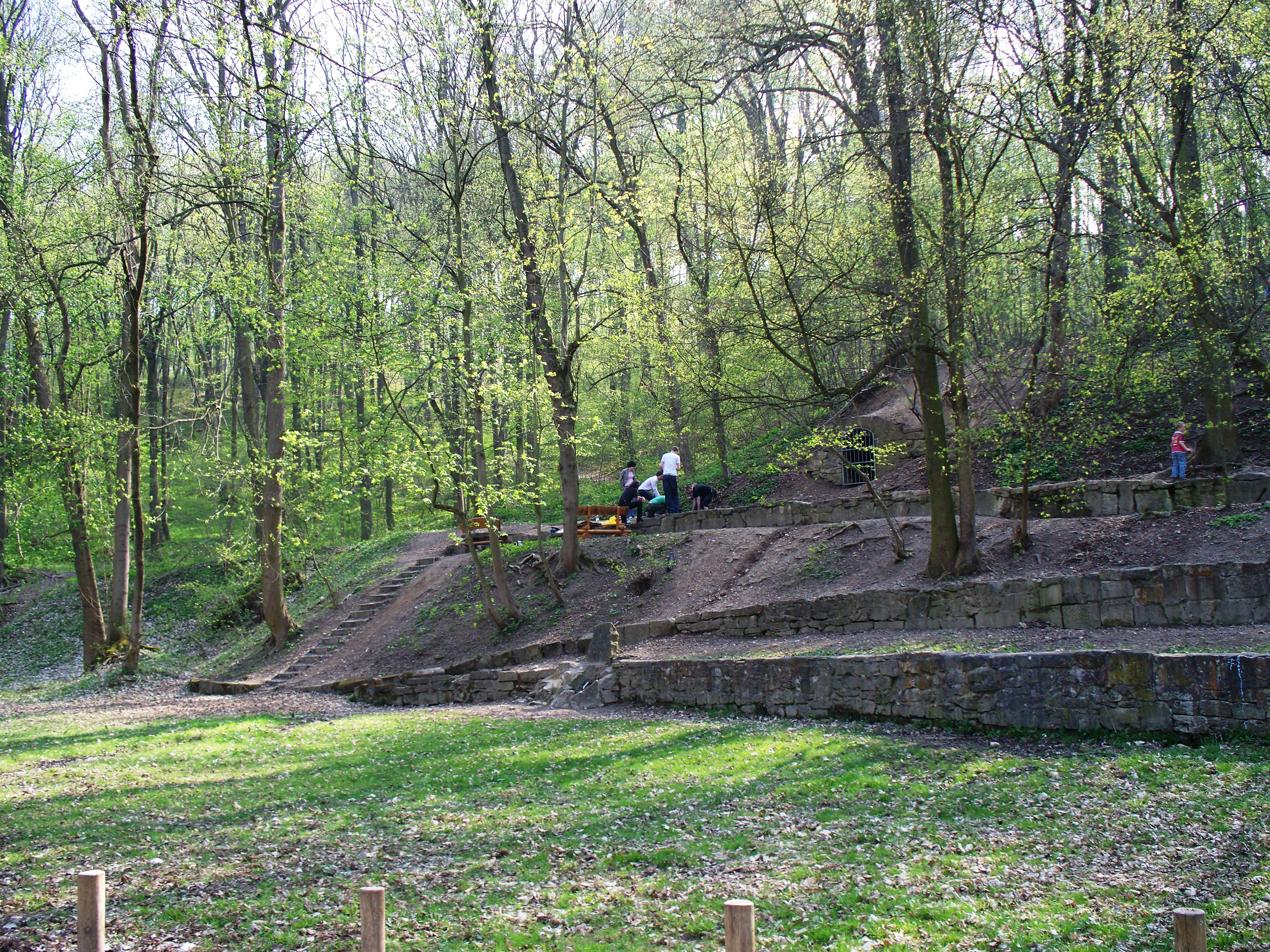
In der Trießnitz

## Bedeutung als Wasserversorger
In J. C. Zenkers 1836 erschienenem "Historisch-topographischen Taschenbuch von Jena und seiner Umgebung" (S. 144) heißt es: "Ueber dem Dorfe [Winzerla] im Hölzchen Triesnitz, wo eine starke Quelle gleichen Namens entspringt, gewährt der sehr beliebte Vergnügungsort, die T r i e s n i t z, eine herrliche Aussicht."  Das Dorf bezog seit 1894 über eine Hochdruckleitung sein Trinkwasser aus der Trießnitz, ab 1914 dann auch das Dorf Burgau (Jena). Heute fließt der Trießnitz-Bach ungenutzt und verrohrt in den Burgauer Felsbach, wie der Unterlauf der Trießnitz nunmehr heißt, und damit in die Saale. Eine der zahlreichen Trießnitzquellen speiste früher den einstigen Löschwasser- und heutigen Goldfischteich an der Kirche in Winzerla. Die Trinkwasserqualität der Quellen ist wegen der intensiven gärtnerischen Nutzung des Areals oberhalb der Trießnitz nicht mehr zuverlässig gegeben. Noch 1954 gehörte die Trießnitz wie das Mühltal und der Coppanzer Grund zu den für die Wasserwirtschaft relevanten Quellschongebieten um Jena. Trießnitzwasser wurde auch für das früher in Winzerla gebraute Weißbier (Brauhaus Ecke Winzergasse/Frongasse; 1925 = Mittelstraße/Brauhausstraße) verwendet. In einer Sandgrube in der Trießnitz wurde weißer Kalktuff gewonnen, der im feuchten Zustand in Holzrahmen gepresst und zu Bausteinen verarbeitet wurde (Lufttrocknungsverfahren) – noch bis in die 1950er Jahre. Im lokalen Brauchtum ist der Glaube an die wundersame Kraft des österlichen Trießnitzwassers Osterwasser (Brauchtum) erhalten.

## Bedeutung als Ausflugsziel
Die Trießnitz war im ausgehenden 18. und im 19. Jahrhundert ein beliebter Fest- und Ausflugsort des „akademischen Jena“. Erwähnt ist ein Gasthaus, das im Verlaufe des 19. Jahrhunderts aufgegeben wurde. Erhalten blieb ein Festplatz (mit gefasster Quelle, einem Lagerkeller für Bier (Brunnenhaus) und der Möglichkeit, einen Tanzboden zu errichten), der von der Bevölkerung, oft unter der Regie des örtlichen Männergesangvereins oder der Freiwilligen Feuerwehr, noch bis ins 20. Jahrhundert genutzt wurde. Diese, heute "Sängerplatz" genannte Freifläche wurde bereits 1931 im Rahmen von Arbeitsbeschaffungsmaßnahmen hergerichtet. In Mode gekommen ist der Ort wohl erst nach 1792, denn Georg Friedrich Rebmann, beispielsweise, weiß in seinen "Briefe[n] über Jena" von 1793 noch nichts zu berichten. Man liest dort über die Schenken der Dörfer (S. 136 f.), sie seien "meist elende Löcher vom Tobacksqualm tapezirt. Daher finden Sie in den Dörfern Ziegenhayn, Lichtenhayn, Winzern, Wellnitz, nichts als Bauern. Bloß nach Zwätzen verirren sich zu Zeiten einige angesehenere Gesellschaften, weil der Gasthof daselbst erträglich ist." Als landschaftlich schönes Wanderziel gepriesen wurde die Trießnitz allerdings schon 1785 in Johann Ernst Basilius Wiedeburgs "Beschreibung der Stadt Jena" (S. 316). Johann Adolph Leopold Faselius (1805, S. 144) beschreibt die Trießnitz als "ein Buschhölzchen mit einigen freyen Plätzen an einem Berge und einer ummauerten Wasserquelle, auch einer reizenden Aussicht..."; weiter heißt es (S. 151): "Von Lust- und Vergnügungsörtern außer der Stadt ist der vozüglichste und im Sommer am häufigsten besuchte Ort die ... T r i e ß n i z beym Dorfe W i n z e r l a, wo ein neues Gebäude mit einem Tanzsaale, auch eine Tanzlaube und mehrere andere Lauben, nebst offenen Tafeln und Sitzen errichtet ist." Der Philosoph Georg Wilhelm Friedrich Hegel, glaubt man seinem Biographen Klaus Vieweg (2019, S. 203), soll in der Trießnitz manch Gläschen Wein genossen haben. Ein Reiseführer von 1847 ("Weimar's Merkwürdigkeiten", Anhang S. 62) preist die "Triesnitz [einen] Vergnügungsort im Saalthal bei Winzerla, 3 Meilen von Weimar". In der "Geschichte des Jenaischen Studentenlebens" der Brüder Richard und Robert Keil (1858, S. 302) findet sich folgende Beobachtung: "In der Regel wurde Sonntags auf der sogenannten Triesnitz bei Winzerla Ball gehalten, wobei die Studenten in der Wahl ihrer Tänzerinnen mit dem 'Flor' (in der Burschensprache die Töchter der Professoren und höhergestellten Beamten) und dem 'Halbflor' (d. i. den Töchtern der niedrigern Beamten und angesehenen Bürger), zu Zeiten auch den sogenannten 'Besen' (d. i. Dienstmädchen) abzuwechseln pflegten." Darüber hinaus war die Trießnitz auch ein beliebter Paukplatz, das heißt ein Ort für studentische Duelle zum Beispiel auf Stoßschläger oder gar auf die noch gefährlicheren Parisiens. 
Am 12. Oktober 1806, also unmittelbar vor der Schlacht bei Jena und Auerstedt (14. Oktober 1806), kam es an der Trießnitz zu einem Geplänkel zwischen den von Süden (Saalfeld) heranrückenden französischen Truppen und einem preußischen Vorposten.

## Erzählungen berühmter Besucher
Wie es auf den Festen in der Trießnitz in den ersten Jahrzehnten des 19. Jahrhunderts zugegangen sein mag, kann man in „Felix Schnabels Universitätsjahren“ von 1835 (S. 238 ff.) nachlesen: „Sonntags und Mittwochs ist großer Witz [Schwof] auf der Triesnitz, einer Anlage oberhalb des Dorfes Winzerla, von dem dicken, sinnigen Jakob angelegt und bewirthschaftet. In Breterhäusern wird getanzt, gekegelt und gescherzt. Auf der Plattform des Hügels sitzen in buntem Kreise die Schönen von Jena und der Umgegend, der tiefdenkende Professor mit seinem Nachwuchs, der spekulierende Kaufmann, der Angestellte mit der düstern Amtsmiene, der gemüthliche, gaffende Landmann, der sorgenfreie Bursch, sittige und freche Schönen, züchtige Hausfrauen, ehrwürdige Mütterchen, Alles bunt durcheinander, des lächelnden Lebens, dieser süßen Gewohnheit sich freuend. Alles ergezt sich an der reizenden Landschaft, Alles horcht dem Spiele der in luftiger Höhe schwebenden Musikanten, Alles singt, springt, trinkt, kos't, tanzt und spielt.“ 
Ernst Moritz Arndt schreibt: „O lieber Junge, ein [Jena-]Lichtenhainer Kommers in Andacht ist mir tausendmal werther, als dampfende Punschbowlen und der Hauch des köstlichen Weines; bas [besser] behagte mich einst der [Jena-]Ziegenhainer Linde Umarmung, als der Kuß eines reizenden Mädgens, und ich gebe gern der stralsunder Hautboisten schönste Töne für das einförmige Getrudel der zwetzer [(Jena-)Zwätzener] und drusnitzer [Trießnitzer] Musikanten.“ (An Benjamin von Bergmann vom 10. November 1794).
Johann Wolfgang von Goethe berichtet von seinen Besuchen in Winzerla und in der Trießnitz wie folgt: „Gestern Abend fuhr ich allein auf die Triesnitz wo es recht lustig herging, ich hätte dich und das Kind dabey gewünscht.“ (An Christiane Vulpius, Jena am 26. Mai 1797). „Unsere Spazierfahrt war noch zur rechten Zeit angestellt, denn der Regen hat gestern besonders alle Triesnitzliebhaber sehr an ihren Freuden gehindert.“ (An Christiane Vulpius, Jena am 6. Juni 1797) „August war hier mit seinen Gesellen. Es hat mich gefreut zu sehen, daß es mit seinen körperlichen Kräften und seinem guten Muth so wohl steht. Ich habe mich einige Abende recht hübsch mit ihm unterhalten. Sie sind in allen Bergen und auf allen Schlössern herumgezogen, haben Aal in der Triesnitz gegessen und die Johannisfeuer haben wir zusammen von dem Altan des Daches gesehen.“ (An Christiane Vulpius, Mittwoch, den 25. Juni 1806). „Um nicht aus dem Gleise zu kommen, habe ich einen Karpen von Winzerle für mein Geld kommen lassen [...].“ (An Christiane v. Goethe, Jena den 6. Nov. 1812). „Mit Schütz nach Winzerla gefahren, bis auf die Höhe über die Triesnitz. Sodann zu Fuße bis über den Steinbrüchen bey Göschwitz, zu Fuße zurück auf Winzerla, hereingefahren [nach Jena].“ (Tagebücher, 11. April 1817). Ein Tagebucheintrag vom August 1802 erwähnt darüber hinaus, dass die mit dem Dichter gut bekannte Drackendorfer Familie v. Ziegesar sich in der Trießnitz aufhielt.
Eine Aufzählung anderer prominenter Trießnitzbesucher findet man bei August Wilhelm Schlegel: „Gestern gab ... ein Diné auf der Driesnitz, wo es recht hübsch war – so der erste Frühlings Ausflug. Es waren allerley Leute dabey zusammen, Hufelands, Paulus, Loders, Fichtes, Frommanns und Kotzebue's!“ (An Johann Diederich Gries, Jena d. 10 May [17]99).
Mit Wehmut erinnert sich die Ehefrau des Verlegers Carl Friedrich Ernst Frommann, Johanna Frommann (1765–1830), an diese Ausflüge; in einem Brief an den Sohn Friedrich vom 17. Juni 1818 heißt es: „Gestern Nachmittag waren wir auf der Trießnitz. Es war niemand da als zwei Schönen mit ihren Begleitern, acht Bauern nebst kleiner u. großer Familie und ein Waffeljunge, der erst ein freundlich Gesicht machte, als ich ihm ein Glas Bier gab. Sehr gutes Wöllnitzer war das einzige oben zu habende Labsal, wo sonst Kaffee, Wein, Limonade, Gesundheitsgewässer, Kuchen und sonstige Trink- und Eßwaaren zu haben waren. Geister der Geschiedenen wankten um mich herum: hier sprach Fichte mit Steffens, da hüteten die Loder und ich Fritz und Bertha, die gern in die kleinen Gräben patschten; hier fuhr Caroline Paulus los wie ein Junge, oder wir sahen dem ganzen kleinen Heer von Hufelands, Paulus, Niethammers, Frommanns, Loders  und wie sie sonst hießen, zu, denn alles fuhr und so divertirte sich die kleine Familie auf dem großen Rasenplatz bei ihren Wärterinnen. Die Schlegel Caroline Schelling wunderte sich, wenn ich mich mal nicht mit der Verwaltung der leiblichen Angelegenheiten abgab, weil sie, obwohl darin geschickt, doch lieber ganz der Unterhaltung lebte. Sie, der ehrliche Berger, der gescheute derbe Fichte, der Jurist Hufeland, der beste Geschichtenerzähler, und so mancher andre – sprechen nicht mehr.“

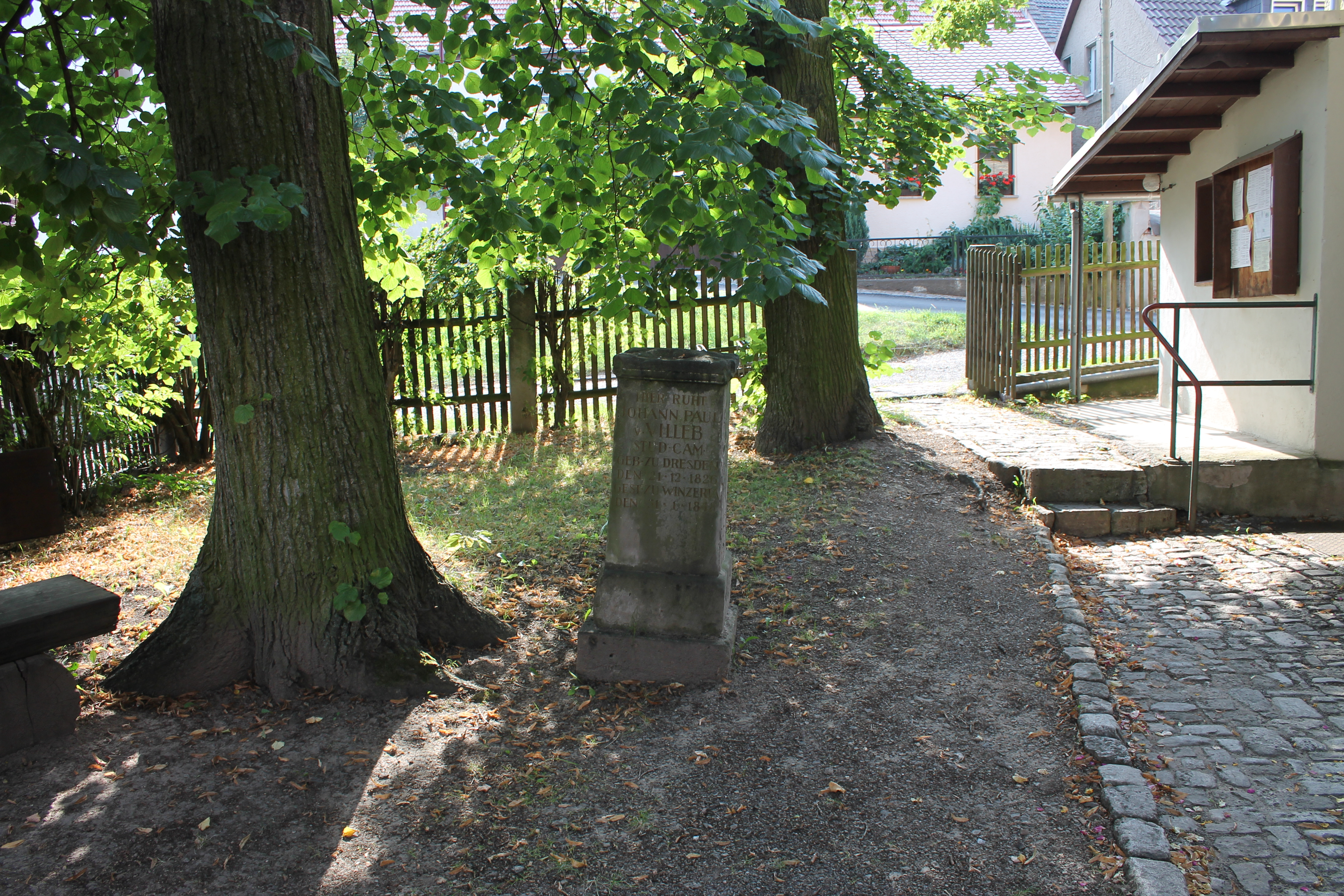
Grabmal Johann Paul von Villers

Zu den Besuchern der Trießnitz zählten ferner der Kirchenhistoriker Karl von Hase und der Zoologe Ernst Haeckel; Letzterer äußert sich in einem Brief vom 22. August 1858 an seine spätere Frau Anna Sethe: „Bei der Festhalle [man feierte das 300-jährige Jubiläum der Universität Jena] setzten wir über die Saale und gingen dann über frische, saftige, mit vielen zerstreuten Bäumen und Gebüschgruppen besetzten Wiesen in einer Stunde nach dem Dorfe Winzerla. Von da stiegen wir in die Triesnitz hinauf, einer reizenden, kühlen, wasser- und waldreichen Bergschlucht, zwischen deren moosigen Felstrümmern und alten Bäumen zahlreiche frische Quellen hervorsprudeln. Auf einem der hübschesten Punkte, von wo man über die Bäume weg ins Saaletal hinübersieht, tranken wir Kaffee ....“ Und Haeckels Sohn Walter ergänzte später: „Auch mir ist die Triesnitz, dieses einst wohl verträumteste Fleckchen Erde der Romantik um Jena, mit seinen Quellen und weißen Gartenlauben aus der Biedermeierzeit in lebhafter Erinnerung geblieben. Wie oft wanderten auch wir dort hinaus, wie oft und fröhlich erzählte die Mutter aus ihrer Jugendzeit, als dort die Jenenser Professoren und Bürgertöchter sich in seliger Idylle vergnügt hatten. Doch war dieser Ausflug fast in Vergessenheit geraten, da die einstige Gastwirtschaft das Zeitliche gesegnet, und das Dorf Göschwitz nicht genügend Reize zur Einkehr bot.“ Unweit der Trießnitz, auf dem alten Kirchhof in Winzerla, erinnert das Grabmal des in einem Pistolenduell getöteten stud. cam. Johann Paul v. Villers (* 21. Dezember 1826 in Dresden; † 31. Januar 1848 in Winzerla) an einen ihrer Besucher; Kontrahent in diesem Duell war ein stud. oec. Friedrich Schulze aus Celle.